# Valmozzola
Valmozzola (emilián nyelven Valmùsla) település Olaszországban, Emilia-Romagna régióban, Parma megyében. Lakosainak száma 535 fő (2023. január 1.). Valmozzola Bardi, Berceto, Borgo Val di Taro, Solignano és Varsi községekkel határos.

## Népesség
A település lakossága az elmúlt években az alábbi módon változott:
| Lakosok száma | 533  | 514  | 535  |
|               | 2017 | 2018 | 2023 |